# Mecca (nummer)
Mecca is een single van Gene Pitney. Het lied gaat niet over de stad Mekka, doch het huis aan de overkant van de straat waar zijn (westkant) geliefde (oostkant) woont. De klank van de muziek is daarentegen duidelijk Arabisch gestemd met hoboklanken.
De B-kant Teardrop by teardrop is geschreven door Bob Halley.
Mecca is een aantal keren gecoverd. The Cheetahs namen het op en ook de Finse Marion Rung nam het op (1964), maar dan onder de titel Mekka.

## Hitnotering
Mecca stond elf weken in de Billboard Hot 100 met als hoogste positie nummer 12. In Europa deed het plaatje niets.

### NPO Radio 2 Top 2000
Mecca stond alleen in 2000 in de NPO Radio 2 Top 2000, op plek 1786.